# Арабо-ізраїльський конфлікт
Ара́бо-ізра́їльський конфлі́кт або Арабо-ізраїльські війни — протистояння між низкою арабських країн, а також арабськими воєнізованими радикальними угрупуваннями, що підтримуються частиною корінного арабського населення підконтрольних Ізраїлю палестинських територій, з одного боку, та сіоністським рухом, а потім і Державою Ізраїль, з іншого.
Хоча Держава Ізраїль була створена тільки в 1948 році, фактично історія конфлікту охоплює близько століття, починаючи з кінця XIX століття, коли був створений політичний сіоністський рух, який поклав початок боротьбі євреїв за власну державу.
Після розпаду Османської імперії в результаті її поразки в Першій світовій війні конфлікт між євреями-сіоністами та арабським населенням Палестини зводився, головним чином, до територіальних домагань обох сторін на підмандатну Палестину. В ході загострення ситуації в другій чверті XX століття до геополітичної складової додалися також релігійна та культурна, що підсилюють міжнаціональну ворожнечу. В 1948 році сусідні арабські країни оголосили війну новоствореній єврейській державі. Таким чином, конфлікт вийшов за межі Палестини і переріс у конфлікт між Ізраїлем та всіма іншими арабськими державами в регіоні. З підписанням мирної угоди з Єгиптом (в 1979 році) і з Йорданією (в 1994 році) число ворожих Ізраїлю держав скоротилося.
У рамках великомасштабного арабо-ізраїльського конфлікту прийнято виділяти регіональний Палестино-ізраїльський конфлікт, обумовлений, в першу чергу, зіткненням інтересів територіальних євреїв і арабів, що проживають в Палестині. В останні роки саме цей конфлікт є джерелом політичної напруги та відкритих збройних зіткнень в регіоні.

## Позиції сторін

### Позиція прибічників Ізраїлю
- Сіоністський рух, на основі якого була створена держава Ізраїль, вбачає в Палестині історичну батьківщину єврейського народу, і виходить із твердження, що цей народ має право на власну суверенну державу. Це твердження ґрунтується на кількох основних принципах:
  - Принцип рівності народів: подібно іншим народам, у яких є своя суверенна держава, євреї також мають право жити в своїй країні і керувати нею.
  - Принцип необхідності захисту євреїв від антисемітизму: явище антисемітизму змушує євреїв організуватися з метою самозахисту і знайти територію, яка служила б притулком у разі повторення катастрофи Голокосту. Це можливо тільки зі створенням єврейської держави.
  - Принцип історичної батьківщини: як показують численні антропологічні й археологічні дослідження, на території Палестини починаючи з XIII століття до н. е. проживали єврейські племена, з XI по VI століття до н. е. існували єврейські держави. Переважна присутність євреїв на цій території зберігалася й після завоювання останньої єврейської стародавньої держави Юдеї  вавилонським царем Навуходоносором II, протягом наступних століть з почерговим переходом земель з рук в руки, і аж до повстання Бар-Кохби в 132 році, після якого значна кількість євреїв була вигнана римлянами з країни. Але навіть після цього вигнання до V століття н. е. в Галілеї зберігалася єврейська більшість[1]. В юдаїзмі ця територія називається «Ерец Ісраель», що в перекладі означає «Земля Ізраїлю». Вона була обіцяна Якову (Ізраїлю) Богом як Земля Обітована, яку Він призначає для євреїв. З часу виникнення єврейського народу однією з основоположних і проповідуючих юдаїзмом ідей є зв'язок цього народу з землею Ізраїлю.
- Група громадських організацій, що представляють інтереси євреїв, вигнаних з арабських країн в 1948-1970-ті рр., чиї нащадки складають до 40 % населення Ізраїлю[2], вважає, що території, отримані євреями в Ізраїлі, невідповідно менше, ніж втрачена ними в ході вигнання нерухомість, а матеріальні втрати зігнаних зі своїх земель палестинців також менше, ніж втрати вигнаних євреїв[3].

### Позиція противників Ізраїлю
- Арабські держави і місцеві араби спочатку були категорично проти створення держави Ізраїль на території Палестини.
- Радикально налаштовані політичні і терористичні рухи, а також уряди деяких країн, принципово заперечують право Ізраїлю на існування.
- З тенденцією посилення фундаменталістських настроїв в арабському світі починаючи з другої половини XX століття, арабська позиція доповнюється поширенням продиктованого релігією переконання, згідно з яким ця територія є частиною споконвічно мусульманських земель.
- Противники і критики Ізраїлю вважають, що політика цієї держави на окупованих територіях перейшла в расизм і апартеїд, поступово позбавляючи палестинців їхньої землі і грубо порушуючи їхні права.
- У 2002 році Ліга Арабських Держав (ЛАД) прийняла програму відому як «Саудівська мирна ініціатива», що висуває умову остаточного миру з Ізраїлем (див.нижче).

## Передумови
Арабо-ізраїльський конфлікт має свої корені у прибутті євреїв до Палестини, відомої також як "земля обітована", що була населена місцевими арабами під британським мандатом до 1948 року. Це призвело до територіальних та національних суперечок між ізраїльтянами та палестинцями, що стало важливим фактором у розвитку конфлікту.

## Історія

### Перша арабо-ізраїльська війна
14 травня 1948 року завершилася дія британського мандату в Палестині. Того ж дня Єврейський національний комітет зібрався в Тель-Авівському музеї. Вони схвалили прокламацію щодо утворення єврейської держави в Ерец-Ісраель, назвавши її Держава Ізраїль. Проте її кордони не були визначені. Декларацію написав Давид Бен-Ґуріон, виконавчий голова Всесвітньої сіоністської організації.
15 травня 1948 року в офіційній телеграмі до Генерального секретаря ООН Ліга арабських держав заявила: «змушені втрутитися з єдиною метою — відновити мир і безпеку та встановити закон і порядок у Палестині» …  «Уряди арабських держав цим підтверджують на цьому етапі точку зору, яку вони неодноразово висловлювали в попередніх випадках, на Лондонській конференції та, в основному, в Організації Об'єднаних Націй, єдиним чесним і справедливим вирішенням проблеми Палестини є створення Об'єднаної Держави Палестина, заснованої на демократичних принципах...»
Того дня армії Єгипту, Лівану, Сирії, Зайордання та Іраку вторглися на територію, яку вже не контролював Британський мандат, що ознаменувало початок арабо-ізраїльської війни 1948 року. За 15 місяців новостворена Армія оборони Ізраїлю змогла витіснити арабські країни з частини окупованих територій та розширивши свої кордони за межі початкового розподілу ООН. До грудня 1948 року Ізраїль контролював більшу частину підмандатної Палестини на захід від річки Йордан. Решта підмандатної території контролювалася Єгиптом (Сектор Гази) та еміратом Зайордання (Західний берег та Східний Єрусалим), сформувавши державу Йорданія.
Конфлікт завершився 1949 року перемир'ям між Ізраїлем та сусідніми арабськими країнами (Єгипет, Йорданія, Ліван та Сирія). Встановлювалися тимчасові кордони та демілітаризована зона, де були сформовані моніторингові групи ООН. Палестинську державу не утворено.

### Єврейські та палестинські біженці
Під час палестинської та арабо-ізраїльської війн становище євреїв в арабських країнах суттєво погіршилося. У 1947 році відбулися жорстокі заворушення у Адені, Алеппо, Багдад, Каїрі, Триполі та інших містах. Після 1948 року спалахнули антиєврейські заворушення у всіх арабських країнах, де їх могли позбавити громадянства, активів та земель, і навіть переслідувати. За 20 років понад 600 000 євреїв втекли чи їх вигнали з арабських країн. Вони мігрували до Ізраїлю, де вони отримали громадянство за Законом про повернення. Понад 200 000 перемістилися до Європи чи США.
Через війну понад 700 000 палестинців втекли чи були вигнані з території контрольованих євреями. Частина переселилася до Гази та Західного берега. Деякі виїхали до віддалених країн, що спричинило невирішену донині проблему з палестинськими біженцями. Приблизно 100 000 арабів залишилися в Ізраїлі та отримали громадянство. За традиційною єврейською історіографією причиною міграції стали обіцянки арабських лідерів, що вони зможуть повернутися, коли виграють війну. Нові історики сумніваються в цьому та вважають, що причиною стали насильницькі акти з боку ізраїльських сил та єврейських бойових груп. Під час війни офіційні ізраїльські документи, які згодом виявили Бенні Морріс і Бенджамін Кедар, зазначали про ізраїльську біологічну військову кампанію під кодовою назвою «Хліб свій кинь», щоби таємно отруїти палестинські колодязі та не дати селянам повернутися. На відміну від євреїв, арабські держави відмовилися інтегрувати палестинців у свої суспільства. Вони десятиліттями жили в таборах для біженців без громадянства, деякі донині живуть у Західного березі, Йорданії, Єгипті та Секторі Гази. Деякі в нелюдських умовах, схожих на нетрі. 1948 року ООН визнала право на повернення палестинських біженців і створила Агентство ООН для допомоги палестинським біженцям з надією на негайне повернення, але цього не відбулося. Їхній статус «біженців» продовжився на невизначений термін. Арабські країни, які їх прийняли, не надали їм громадянства. Лише Йорданія визнала палестинців на Західному березі річки Йордан та Єрусалимі. Зі свого боку, єврейські біженці, які не отримали жодного визнання чи допомоги від ООН, швидко інтегрувалися в Ізраїль.

### Суецька війна
У 1967 році Єгипет, Сирія та Йорданія стягнули свої війська до кордонів Ізраїлю, вигнали миротворців ООН і заблокували вхід ізраїльським кораблям в Червоне море і Суецький канал. На півдні продовжувалися атаки бойовиків-федаїнів. У своєму виступі по радіо Насер закликав арабські держави скинути Ізраїль у море. Ці дії стали для керівництва Ізраїлю приводом для превентивної атаки і початку війни (casus belli), що увійшла в історію під назвою Шестиденна війна. У цій війні Ізраїль за лічені дні досяг переконливої перемоги, захопивши Синайський півострів, Сектор Гази, Західний берег річки Йордан, Східний Єрусалим та Голанські висоти. Зелена лінія 1949 року стала адміністративним кордоном між Ізраїлем і новими територіями. Межі Єрусалима були розширені й на східну частину міста.
6 жовтня 1973 року, в Йом-Кіпур (Судний день) — найбільш священний день в єврейському календарі, коли всі віруючі євреї знаходяться в синагогах — Єгипет і Сирія одночасно атакували Ізраїль. Для уряду Ізраїлю ця війна стала повною несподіванкою. Війна Судного дня закінчилася 26 жовтня. Незважаючи на значні втрати, напад єгипетської і сирійської армій було успішно відбито ЦАГАЛом, після чого війська повернулися на колишні позиції. Хоча внутрішнє розслідування результатів війни зняло з уряду відповідальність за цю подію, невдоволення громадськості змусило прем'єр-міністра Голду Меїр піти у відставку.
У листопаді 1977 року відбувся історичний візит Садата до Ізраїлю, де він виступив перед Кнесетом в Єрусалимі, таким чином визнавши за єврейською державою право на існування. Тим самим, Єгипет — найбільша і сильна у військовому відношенні арабська країна — першою порушила проголошений в 1967 році в Хартумській декларації принцип «трьох ні» — «ні» миру з Ізраїлем, «ні» — визнанню Ізраїля, «ні» — переговорам з Ізраїлем. Цей безпрецедентний акт поклав початок серйозного мирного процесу.
Візит президента Садата до Єрусалима викликав обурення в більшості арабських країн. Уряди та ЗМІ Сирії, Іраку, Алжиру, Лівії, а також ОВП звинуватили Садата в зраді арабської справи і прислужництві «імперіалістично-сіоністської змови». Йорданія та Саудівська Аравія, що зайняли спочатку нейтральну позицію, згодом приєдналися до протесту проти мирної ініціативи Садата. Разом з тим, такі арабські країни, як Судан, Марокко та Оман, надали Садату певну підтримку, а Туніс, Ємен та Сомалі не стали засуджувати Єгипет.
Сирія, Йорданія та Ліван, а також представники палестинців категорично відкинули пропозицію Садата взяти участь у переговорах з Ізраїлем у рамках Каїрської конференції. Йорданія також відкинула і всі запрошення приєднатися до переговорів за посередництва США.
В грудні 1977 року в Триполі глави держав «Фронта відмови»: Сирії, Алжиру та Лівії, а також представники Іраку, Південного Ємену і ОВП різко засудили єгипетського президента, оголосивши політичний бойкот зустрічам Арабської ліги в Каїрі та торговий бойкот єгипетським компаніям, які будуть мати справу з Ізраїлем. Було також оголошено про «заморожування» дипломатичних відносин цих країн з Єгиптом. Єгипет, у свою чергу, розірвав відносини з цими країнами, позбавивши ОВП своєї підтримки.

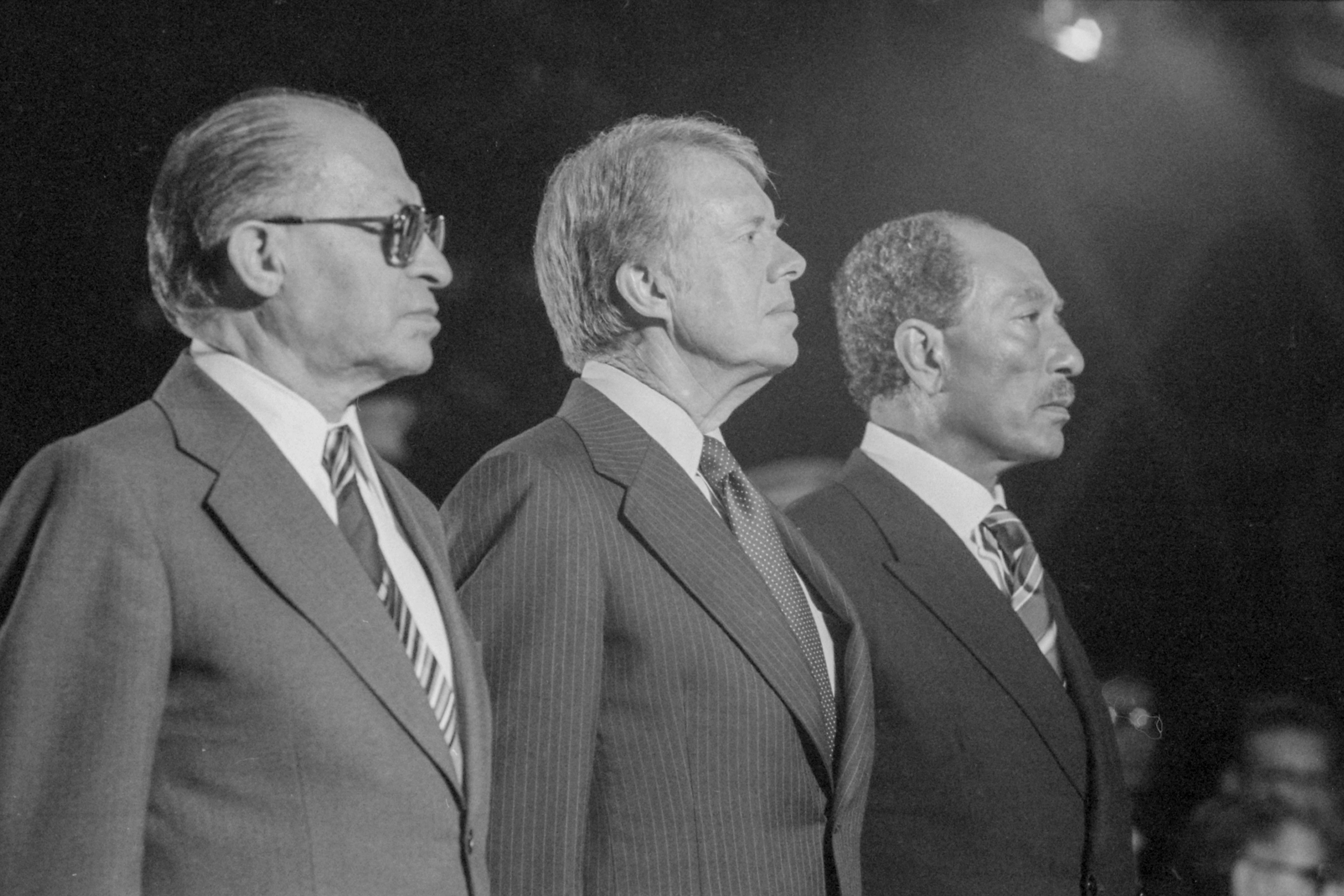
Менахем Бегін, Джиммі Картер і Анвар Садат в Кемп-Девіді

Рік по тому, президент США Джиммі Картер запросив А. Садата і М. Бегіна на саміт в Кемп-Девіді, щоб обговорити з ними можливість остаточного мирного договору. Переговори проходили з 5 по 17 вересня 1978 року і закінчилися підписанням у Вашингтоні двох документів, озаглавлених «Принципи для підписання мирного договору між Єгиптом та Ізраїлем» і «Принципи миру на Близькому Сході». 26 березня 1979 року Бегін і Садат підписали у Вашингтоні мирну угоду між Ізраїлем і Єгиптом, що поклала край війні між двома державами і встановила між ними дипломатичні й економічні відносини. За умовами угоди, Ізраїль повертав Єгипту Синайський півострів і визнавав «законні права палестинського народу». Було також досягнуто принципової обопільної згоди на надання автономії жителям контрольованих Ізраїлем територій до остаточного вирішення питання про їхній майбутній політичний статус.
Після підписання мирної угоди між Ізраїлем та Єгиптом нова зустріч глав арабських держав ухвалила привести в дію заходи проти Єгипту, намічені раніше: Єгипет був виключений з Арабської ліги, будь-яка економічна допомога арабських країн Єгипту була припинена, ті арабські держави, які до цього моменту ще підтримували з Єгиптом дипломатичні відносини (крім Судану, Сомалі та Омана), розірвали їх. Таким чином, арабський світ виступив проти найбільшої держави, що претендувала на роль його лідера.
В 1979 році Ізраїль вивів всі свої війська та евакуював поселенців з Синайського півострова.
7 червня 1981 року, в ході операції «Опера», ізраїльська авіація розбомбила на території Іраку недобудований ядерний реактор «Осірак». Це військове вторгнення було засуджено резолюцією 487 радбезу ООН.
У 1982 році Ізраїль втрутився в Ліванську громадянську війну для того, щоб знищити бази ОВП, з яких велися атаки на Ізраїль і проводився обстріл північної частини країни. Ця операція була названа «Мир Галілеї», але згодом отримала назву Перша ліванська війна. У результаті ізраїльського вторгнення загинуло, за ліванськими даними (газета «Ан-Нахар»), 18 000 осіб, з яких більше половини — комбатанти (бойовики ОВП, сирійські військовослужбовці та інші), що становить приблизно 13 % загиблих в ході громадянської війни в Лівані. У 1985 році Ізраїль вивів війська з більшої частини території Лівану, крім буферної зони, яка залишалася під ізраїльським контролем до 2000 року.
У 1994 році була підписана Ізраїльсько-йорданська мирова угода, що зробило Йорданію другою арабською країною, якій вдалося нормалізувати відносини з Ізраїлем.
У 2000 році прем'єр-міністр Егуд Барак вивів війська з Південного Лівану.
У 2002 році Ліга Арабських Держав (ЛАД) прийняла програму, відому як Саудівська Ініціатива. У ній ЛАД пропонує Ізраїлю відступити з окупованих ним у ході Шестиденної війни територій до кордону 1967 року, визнати Палестинську державу на території західного берега річки Йордан та Сектора Газа зі столицею в Східному Єрусалимі та подбати про справедливе вирішення проблеми палестинських біженців. У відповідь на ці дії Ізраїлю, країни-члени ЛАД зобов'язуються вважати арабо-ізраїльський конфлікт закінченим, визнати Ізраїль, укласти з ним мир і встановити дипломатичні відносини. Ізраїль станом на кінець 2009 року не дав офіційної відповіді на цю пропозицію.
12 липня 2006 року ліванська шиїтська терористична організація Хезболла, підтримувана Сирією та Іраном, запустила кілька ракет по ізраїльських населених пунктах і атакувала позиції ізраїльських військ.
Бойовики Хезболли перетнули ізраїльський кордон, захопивши двох солдатів у заручники. Провокаційні дії Хезболли розпалили Другу ліванську війну. Під тиском ООН конфлікт закінчився припиненням вогню. Після закінчення війни начальник ізраїльського генштабу Дан Халуц пішов у відставку.
У травні 2008 року стало відомо про непрямі переговори з Сирією в Туреччині, які були перервані в грудні 2008 року у зв'язку з початком операції «Литий Свинець» в Секторі Газа.

#### Взаємини з палестинськими арабами
- 1948 — Арабо-ізраїльська війна 1948—1949 років
- 1948–1950 — виникнення проблеми палестинських біженців
- 1949–1955 — «партизанська війна» проти Ізраїлю з територій, окупованих Єгиптом і Йорданією, і Сирії[44][45][46]
- 1967 — в ході Шестиденної війни Ізраїль захопив території, населені палестинськими арабами
- 1970 — вигнання ОВП з Йорданії на територію Лівану (Чорний вересень)
- 1972–1982 — міжнародний терор палестинських радикальних організацій і атаки на Ізраїль з території Лівану
- 1979 — Кемп-Девідські угоди
- 1982 — Ліванська війна, вигнання ОВП з Лівану в Туніс
- 1987–1991 — Перша палестинська інтифада
- 1993, 1995 — Угоди в Осло
- 1994 — створення Палестинської автономії
- 2000 — початок Інтифади Аль-Акси
- 2005 — односторонній вихід із Сектора Газа
- 2008–2009 — Операція «Литий свинець» в Секторі Газа

#### Від Шестиденної війни 1967 року до «Угод в Осло» 1993 року
Після перемоги в Шестиденній війні в 1967 році Ізраїль зайняв Юдею, Самарію (Західний берег річки Йордан) і Сектор Газа, населені в основному палестинськими арабами, а також біженцями з територій, що перейшли під контроль Ізраїлю в ході Арабо-Ізраїльської війни 1947—1949 років. Ізраїль не анексував захоплені в 1967 році території і не надав місцевим арабським жителям свого громадянства. Території, що перейшли під контроль Ізраїлю в 1967 році, визначаються ООН, ЄС, США, РФ і переважною більшістю країн світу як окуповані. МЗС Ізраїлю визначає їх як спірні. У 1973 році, після Війни Судного дня, було створено рух для відновлення історичних єврейських поселень в Юдеї, Самарії та Секторі Газа, жителі яких є громадянами Ізраїлю. Створення цих поселень активно заохочувалося і фінансувалося урядом Ізраїлю.
Поразка арабських держав у 1967 році призвела до зростання арабського радикалізму і тероризму — була активізована діяльність Організації визволення Палестини (ОВП), початковою метою якої була «збройна боротьба як єдиний шлях звільнення Батьківщини» і створення на території колишньої підмандатної Палестини єдиної світської держави. Наприкінці 60-х — початку 70-х років палестинські терористи здійснили першу хвилю атак на ізраїльтян по всьому світу. Найвідомішим актом стало захоплення ізраїльських атлетів на Літній Олімпіаді 1972 року в Мюнхені. Німецькі спецслужби зробили невдалу спробу звільнення заручників, у результаті якої всі вони були вбиті терористами. Деякий час по тому відповідальні за цей теракт терористи, які вижили у штурмі, вийшли на волю. Ізраїльські спецслужби провели операцію «Гнів Божий», в ході якої всі учасники та організатори нападу були вистежені та вбиті.
З 1967 по 1970 роки основні сили ОВП перебували в Йорданії. Між силами ОВП та Ізраїлем відбувалися часті конфлікти, причому ОВП постійно вторгалася на територію Ізраїлю для проведення терактів, а армія Ізраїлю іноді вторгалася на територію Йорданії для акцій проти ОВП. У 1970 році в результаті збройного конфлікту з владою Йорданії, сили ОВП перебазувалися до Лівану, продовживши (поряд з участю в громадянській війні в Лівані), свої терористичні дії проти Ізраїлю. Цей конфлікт тривав до 1982 року, коли відбулося вторгнення Ізраїлю до Лівану для вигнання звідти ОВП. Після кровопролитних боїв, згідно з міжнародною угодою, основні сили і керівництво ОВП були змушені евакуюватися до Тунісу.
У 1974 році ОВП прийняла програму, що передбачає можливість існування Палестинської держави на частині території колишньої підмандатної Палестини одночасно з Ізраїлем, хоча остаточною метою як і раніше декларувалося створення в Ізраїлі/Палестині єдиної світського демократичної держави. 1988 року ОВП, керівництво якої тоді знаходилося в Тунісі, проголосила створення держави Палестина і заявила про визнання резолюцій ООН, що відносяться до вирішення арабо-ізраїльського конфлікту. Тим самим ОВП погоджувалася визнати державу Ізраїль, згадану в цих резолюціях, та утворити палестинську державу на Західному Березі річки Йордан і в Секторі Газа.
У 1987 році на території Західного Берега річки Йордан і в Секторі Газа розпочалося повстання арабського населення проти ізраїльського управління та окупації — Перша інтифада
Під час Війни в Перській затоці в 1991 році багато палестинських арабів і ОВП підтримували Саддама Хусейна та вітали іракські ракетні атаки по Ізраїлю.

#### Після «Угод в Осло»

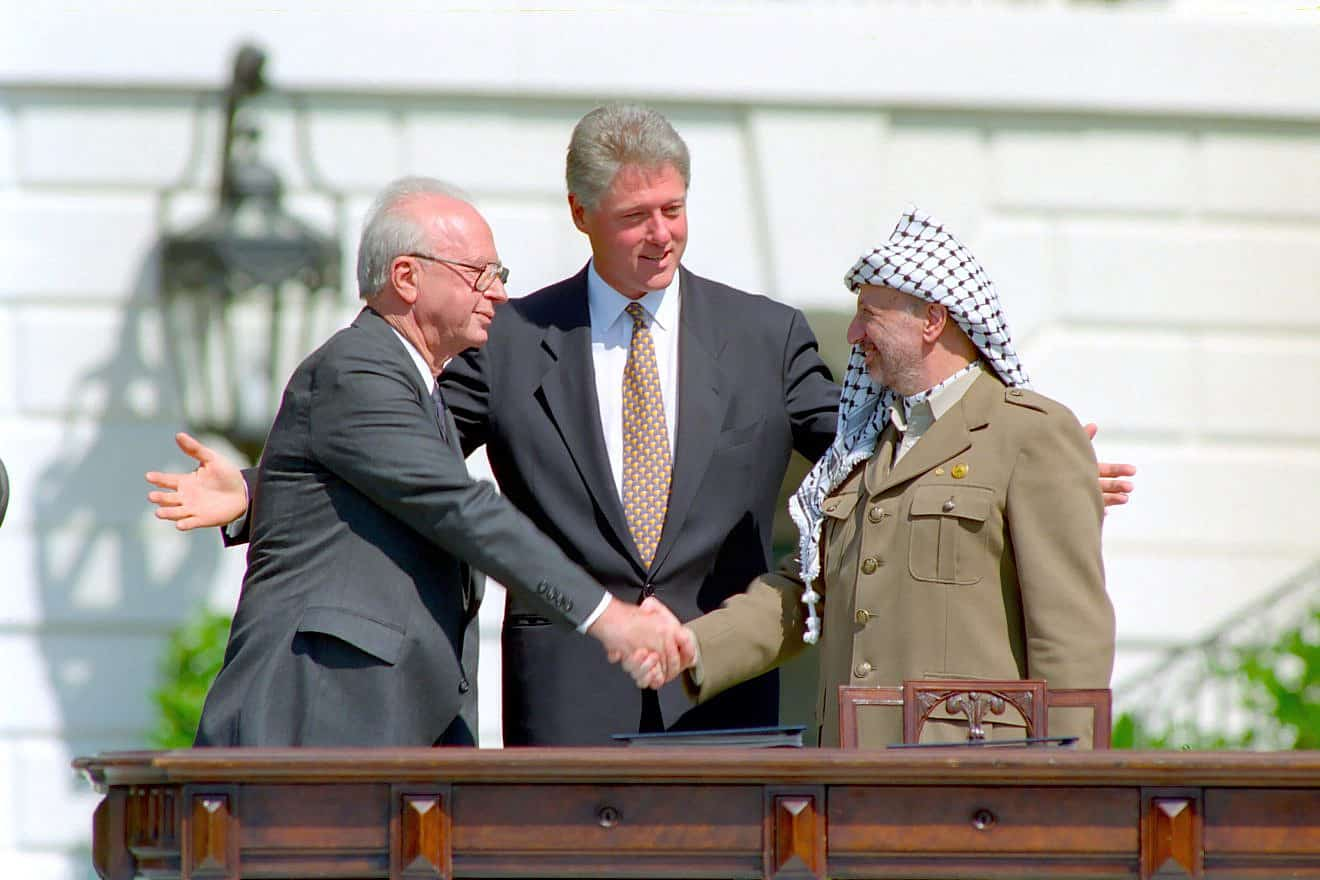
Іцхак Рабін і Ясір Арафат поруч з президентом Біллом Клінтоном тиснуть руки на підписанні угод в Осло, 13 вересня, 1993 року.

Після того, як у 1992 році прем'єр-міністром Ізраїлю став Іцхак Рабін, Ізраїль просував політику компромісу з арабськими сусідами.
Уже в 1993 році Шимон Перес та Махмуд Аббас підписали в Осло мирні угоди, згідно з якими була створена Палестинська національна адміністрація (ПНА), що отримала контроль над частиною Західного Берега річки Йордан і Сектором Газа. Відповідно до «Угод в Осло» протягом 5 років планувалося підписати остаточну угоду і створити на територіях, окупованих Ізраїлем в 1967 році, Палестинську державу. У відповідь ОВП зобов'язувалася визнати право Ізраїлю на існування і припинити терористичну діяльність.
Підтримка мирних угод ізраїльським суспільством і палестинцями пішла на спад після продовження терактів і нападів на ізраїльські мирні та військові цілі з боку палестинських угрупувань ісламізму безпосередньо після підписання угод, продовження відповідних дій ізраїльської армії проти палестинських угруповань, в ході яких гинули й мирні жителі, теракту в Печері патріархів в Хевроні, що був скоєний єврейським терористом та постійних терактів палестинських терористів-смертників з ворожих до ОВП ісламістських угруповань.
У листопаді 1995 року Іцхак Рабін був убитий правим екстремістом Ігалем Аміром.
Наприкінці 1990-х років прем'єр-міністр Біньямін Нетаньягу відвів війська з Хеврону та підписав «Уай-Ріверський меморандум», що давав палестинцям більше прав на самоврядування. Проте остаточного врегулювання конфлікту, задекларованого «Угодами в Осло», в передбачений термін не відбулося.

#### Саміт у Кемп-Девіді і Друга інтифада
У липні 2000 року прем'єр-міністр Егуд Барак проводив переговори з Ясиром Арафатом на саміті в Кемп-Девіді за посередництва президента США Білла Клінтона. На цьому саміті Ехуд Барак запропонував план створення палестинської держави на 97 % території Західного Берега річки Йордан і Сектора Гази. При цьому він пропонував негайно передати палестинській державі весь Сектор Газа і 73 % території Західного Берега, і протягом 10-25 років перевести під палестинський контроль ще 20 % його території. У разі реалізації такої пропозиції на початках Палестинська держава складалася б з 4-х незв'язаних частин, між якими були б території, підконтрольні Ізраїлю, і не мала б зовнішніх кордонів із жодною державою окрім Ізраїлю. Згідно з Ізраїльськими пропозиціями, велика частина Єрусалима, включаючи Східний Єрусалим, залишилася б під ізраїльським суверенітетом. Палестинська держава повинна була б бути демілітаризованою. Арафат відкинув ці пропозиції. Після провалу переговорів і провокативного (з точки зору багатьох палестинців) візиту Аріеля Шарона, лідера партії Лікуд на Храмову Гору, палестинські араби почали Інтифаду Аль-Акси.
У 2001 році прем'єр-міністром Ізраїлю став Аріель Шарон. На початку його прем'єрства мирні переговори між Ізраїлем і Палестинською Адміністрацією практично припинилися. Надалі палестинські терористичні організації різко посилили свою діяльність. За даними правозахисної організації Бецелем за період з 2000 року по 2008 рік загинуло понад 1053 ізраїльтянина, з них 335 військовослужбовців (значна частина у 2001—2005 рр.). Це число перевищує кількість ізраїльтян, загиблих в ході Шестиденної війни. Згідно з даними Шабака за перші 4 роки інтифади загинуло 1017 ізраїльтян і 5598 були поранені. За цей час було скоєно 138 терактів за участю смертників, випущено 480 ракет «Касам» та 313 інших ракет і снарядів. Кількість обстрілів досягла 13 730.
Натомість Ізраїльська армія неодноразово проводила операції та авіаудари на підконтрольних Палестинській автономії територіях. За твердженням ізраїльської сторони, метою цих дій було знищення терористів та «інфраструктури терору». У результаті з 2000 року по 2006 рік, за даними «Бецелем», загинуло 4281 палестинців, з них 2038 — цивільні особи, тисячі людей були поранені і залишилися без даху над головою. Удари наносилися також по установах Палестинської Адміністрації та станціям палестинської поліції, багато міст, що раніше були передані під управління Палестинської автономії, були реокуповані ЦАГАЛом. Ізраїль звинуватив владу ПА в підтримці та організації терору. З весни 2002 року та до своєї смерті з невідомих причин восени 2004 року президент Палестинської автономії Ясир Арафат перебував під домашнім арештом у своїй резиденції в Рамаллі.
У 2005 році уряд Шарона здійснив план одностороннього виходу з Сектора Гази, результатом якого стали руйнування 25 єврейських поселень і втрата своїх будинків понад 7 тисячами людей (які отримали компенсацію в середньому по 300 тис. доларів на сім'ю)). Шарон також почав будівництво Паркана Безпеки (Ізраїльський розділовий бар'єр) між ізраїльською територією і Західним Берегом річки Йордан У січні 2006 року Аріель Шарон переніс інсульт, після якого залишився в комі і посаду прем'єр-міністра зайняв Егуд Ольмерт.
У січні 2006 року на парламентських виборах на територіях, контрольованих Палестинською Адміністрацією, перемогу здобув радикальний ісламістський рух ХАМАС, визнаний в Ізраїлі та ряді інших країн терористичним. Рух ХАМАС спочатку знаходився в опозиції до ОВП і партії ФАТХ, керованих Ясіром Арафатом, і не визнавав угод в Осло. Улітку 2007 року між прихильниками ФАТХ і ХАМАС стався збройний конфлікт, в результаті якого Сектор Газа опинився під контролем руху ХАМАС, а частини Західного Берега, що знаходяться під управлінням ПА, опинилися під контролем ФАТХ. З літа 2007 року Ізраїль посилив блокаду Сектора Газа, яка триває досі.

#### Поточні події
27 листопада 2007 року Егуд Ольмерт і Махмуд Аббас погодилися почати переговори і прийти до остаточної угоди по палестинській державі до кінця 2008 року. Проте зробити це не вдалося, переговори були перервані наприкінці грудня 2008 року в зв'язку з проведенням Ізраїлем в секторі Газа операції «Литий свинець» проти угруповання ХАМАС. Ізраїль пояснював проведення операції «Литий Свинець» необхідністю припинити багаторічні ракетні обстріли з Гази, в результаті операції загинуло понад 1300 палестинців і 14 ізраїльтян.
У 2009 році переговори з ФАТХ продовжилися за участю нового прем'єр-міністра Ізраїлю Біньяміна Нетаньягу і нового президента США Барака Обами. 21 червня Нітаньягу виступив зі своїм планом близькосхідного врегулювання, в рамках якого висловив згоду на створення палестинської держави з обмеженими правами, в разі визнання палестинцями Ізраїлю, як національного будинку єврейського народу, і отриманні гарантій безпеки Ізраїлю, в тому числі міжнародних.
У листопаді 2009 року уряд Ізраїлю заявив про десятимісячний мораторій на будівництво в єврейських поселеннях на Західному березі річки Йордан, проте цей мораторій не задовольнив палестинську сторону, оскільки він не торкався Східного Єрусалиму.
2 вересня 2010 року прямі переговори між ПНА та ізраїльським урядом були відновлені. Однак ці переговори перебувають під загрозою зриву через суперечності в ізраїльському уряді з приводу продовження мораторію на будівництво поселень, і через небажання палестинської адміністрації продовжувати прямі переговори, у разі якщо мораторій не буде продовжений.

## Кордони

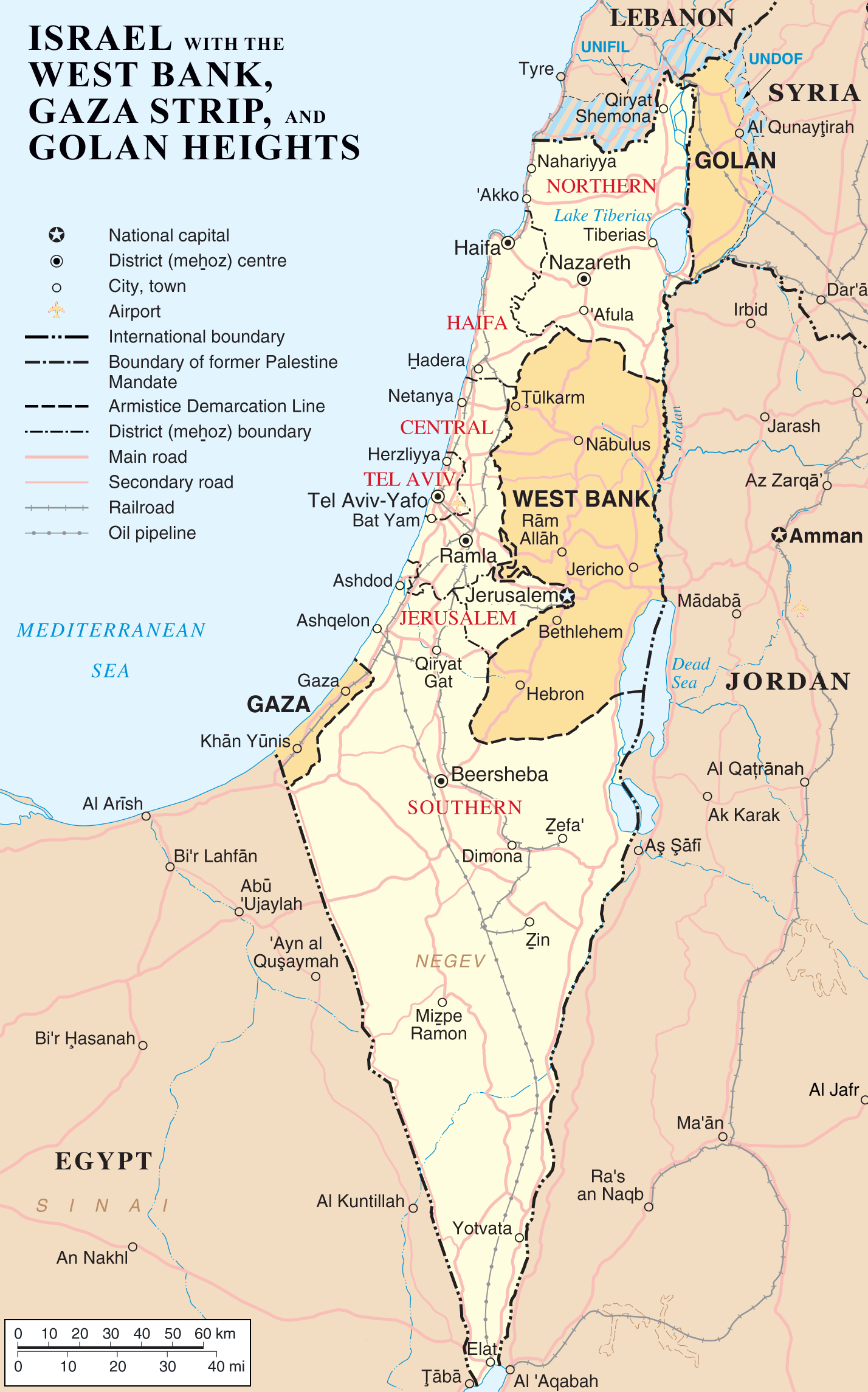

Згідно з Електронною єврейською енциклопедією, з точки зору міжнародного права, територія та кордони Ізраїлю остаточно не визначені. Сам Ізраїль, внаслідок різних чинників, утримується від офіційного визначення своїх кордонів; ряд ізраїльських юристів вважають, що територія взагалі не є обов'язковим елементом держави.
Існують кілька можливих варіантів визначення території Ізраїлю:
- Резолюція Генеральної Асамблеї ООН 181/11 від 29 листопада 1947 року, яка не була визнана арабськими країнами і не була ними виконана, залишається єдиним міжнародно-правовим документом, в якому зафіксована територія єврейської держави[77]. Цей документ передбачав віднесення до єврейської держави Східної Галілеї, Ізреельської долини, більшої частини приморської рівнини і пустелю Негев; до арабської держави — Західної Галілеї, гір Юдеї і Самарії (за винятком Єрусалима) і частини приморської рівнини від Ісдуда (Ашдода) до кордону з Єгиптом. Єрусалим та Вифлеєм повинні були стати територіями під міжнародним контролем[78].
- Суверенна територія Ізраїлю, що склалася в результаті Війни за незалежність 1949 (визнана де-факто більшістю країн світу[79]), приблизно дорівнює 20 770 км², з яких 2 % зайняті водою[80].
- Територія, на яку пізніше був поширений суверенітет Ізраїлю, включаючи Східний Єрусалим та Голанські висоти дорівнює 22 072 км²[81].
- Повна площа території, контрольованої Ізраїлем, включаючи Палестинську автономію та території, зайняті під час Шестиденної війни, становить 27 799 км²[82].

Єгипетсько-ізраїльський кордон був встановлений по межі мандатної території Палестини і закріплений договором від 26 березня 1979 року.
Йордансько-ізраїльський кордон зафіксовано договором від 26 жовтня 1994 року по лінії між Британською підмандатної Палестиною і Еміратом Трансйорданією з деякими незначними відмінностями.
Кордони Ізраїлю з Ліваном і Сирією офіційно не врегульовані. Існує так звана «блакитна лінія», кордон Ізраїлю і Лівану визнаний ООН, однак залишається розбіжність щодо Ферми Шебаа. З Сирією немає офіційно оформленого кордону, є лише «лінія припинення вогню», де за рішенням Ради Безпеки ООН по закінченні війни 1973 року була створена буферна зона, що розділяє Ізраїль і Сирію.

## Контрабанда зброї морським шляхом
З посиленням ролі Ірана в конфлікті і його регіональної сили і неможливості надання сухопутної підтримки своїм прихильникам у конфлікті ним були послані кораблі з військовою контрабандою, зафрахтовані у третіх країн:
- 2001 р. — корабель «Санторіні»
- 2002 р. — корабель «Карін А» під прапором Тонга
- 2009 р. — корабель «Мончегорськ», що належав Кіпру
- 2009 р. — корабель «Francop» під прапором Антигуа і Барбуда
- 2011 р. — корабель «Вікторія»

## Критика політики Ізраїлю в Юдеї, Самарії і Газі
Політика, що проводиться Державою Ізраїль на контрольованих територіях, викликає широкий суспільний резонанс і різку критику з боку ряду політиків, ООН, західних фондів і некомерційних правозахисних організацій, серед яких Amnesty International, «Human Rights Watch» та If Americans Knew. Усередині країни дії уряду піддаються критиці такими організаціями як «Бецелем». У звітах цих організацій містяться численні, але не підтверджені свідчення, які стверджують про проведення тортур в ізраїльських в'язницях, позбавлення палестинців цивільних прав (обмеження пересування, економічна блокада, знущання, заборона на скаргу до цивільного суду, заборона на мирні демонстрації протесту), військових діях, спрямованих проти мирного населення, руйнувань палестинських будинків, агресивній поведінці єврейських поселенців з потурання ізраїльської армії. Ізраїльська політика на окупованих територіях низкою громадських організацій і правозахисників порівнюються з політикою апартеїду в ПАР.
Розслідування, проведене If Americans Knew, звинувачує багато великих світових ЗМІ у фальсифікації опублікованих даних на користь Ізраїлю. Так, за твердженням If Americans Knew, попри те, що від військових дій Ізраїлю гине набагато більше невинного мирного палестинського населення, ніж в самому Ізраїлі від дій палестинських терористів, інформація про жертви з ізраїльської сторони з'являється в ЗМІ значно частіше. Цим, на думку цієї організації, обумовлюється солідарність американської громадськості з Ізраїлем.
Разом з тим, багато аналітиків скептично ставляться до звітів правозахисних груп, що працюють з палестинцями, зокрема «Amnesty International» і Бецелем (в ізраїльських та інших ЗМІ не раз публікувалися статті, в яких вказувалося, що Бецелем спотворює інформацію, приховує незручні факти, а інколи й підтасовує їх.
Згідно з твердженнями деяких ізраїльських ЗМІ, Бецелем викривали і в спробах виправдати терористів і в брехливих статистичних звітах.). Ними відзначається вибірковий підхід правозахисників до інформації і певна ідеологічна упередженість. Що стосується упередженості, уряди багатьох країн, у тому числі Демократичної Республіки Конго, Китаю, В'єтнама, Росії та Сполучених Штатів Америки виступали проти «Amnesty International», оскільки, на їхню думку, ця організація поширює упереджену інформацію або не розглядає загрозу безпеці держави як пом'якшувальну обставину.
З іншого боку, організація «Media Watch International» відзначає, що міжнародні ЗМІ, включаючи найбільші світові інформаційні агентства, систематично спотворюють інформацію про конфлікт таким чином, щоб представити палестинських арабів постраждалою стороною, а Ізраїль агресором.
За словами If Americans Knew, Ізраїль отримує найбільшу фінансову допомогу від американського уряду (в розмірі близько 3 мільярдів доларів щорічно), незважаючи на існування великої кількості країн, в яких рівень життя набагато нижчий, а політична нестабільність — вища. Проте, слід зазначити, що Ізраїль є важливим стратегічним і політичним союзником США, знаходиться під загрозою війни із своїми найближчими сусідами (серед яких є регіональні державами як Іран) і витрачає значну частину ВВП на національну оборону і безпеку.
У той же час за даними Washington ProFile, Палестинська автономія стала найбільшим у світі одержувачем гуманітарної допомоги на душу населення. Зокрема, в 2006 році середньостатистичний палестинець отримав від західних донорів (без урахування арабських держав, Японії та ін) $300, в той час як середньостатистичний африканець (південніше Сахари) — лише $44.